# La bella Otero (film)
La bella Otero (La Belle Otero) è un film del 1954 diretto da Richard Pottier. Si tratta di una pellicola biografica su Carolina Otero, più nota come La Belle Otero, celebre ballerina delle Folies Bergère della fine del XIX secolo.